# ساتشي آرت
ساتشي آرت (Saatchi Art)؛ ساعتجي آرت؛ فن ساعتجي هو معرض فني على الإنترنت وشبكة للفنانين. يقع مقر الموقع في لوس أنجلوس، كاليفورنيا. وهو أكبر معرض ومنصة للفنانين في العالم.

## التاريخ
كانت الشركة تُعرف في الأصل باسم Saatchi Online . يحتوي سوق ساتشي على لوحات أصلية وصور فوتوغرافية ورسومات ومنحوتات لما يقرب من 110,00 فنان وأكثر من 100 دولة حول العالم.  شبكة الفنانين هي عبارة عن منصة للفنانين لعرض أعمالهم و تفاعلاتهم.
في أغسطس 2014، استحوذت Leaf Group (المعروفة سابقًا باسم Demand Media، Inc)على ساتشي آرت. 

## الخلافات

### دعوى تشارلز ساعتجي
في نوفمبر 2014، رفع تشارلز ساعتجي، مالك معرض ساعتجي، دعوى قضائية في دائرة المحكمة العليا في المملكة المتحدة ضد المالكين الحاليين لـ ساتشي آرت. يطالب بالتوقف عن استخدام الأسم بسبب انتهاك اتفاقية الملكية الفكرية المؤرخة 18 فبراير 2010. كما أنه يطلب أن يُدفع له نصيب الأرباح المحققة باستخدام اسم Saatchi Art منذ لحظة الانتهاك المزعوم.  

## روابط خارجية
- "How to Buy Art If You're Not Filthy Rich". TIME. مؤرشف من الأصل في 2020-10-10. اطلع عليه بتاريخ 2015-12-10.